# Frontinellina locketi
Frontinellina locketi är en spindelart som beskrevs av van Helsdingen 1970. Frontinellina locketi ingår i släktet Frontinellina och familjen täckvävarspindlar. Inga underarter finns listade i Catalogue of Life.